# Câble-mât

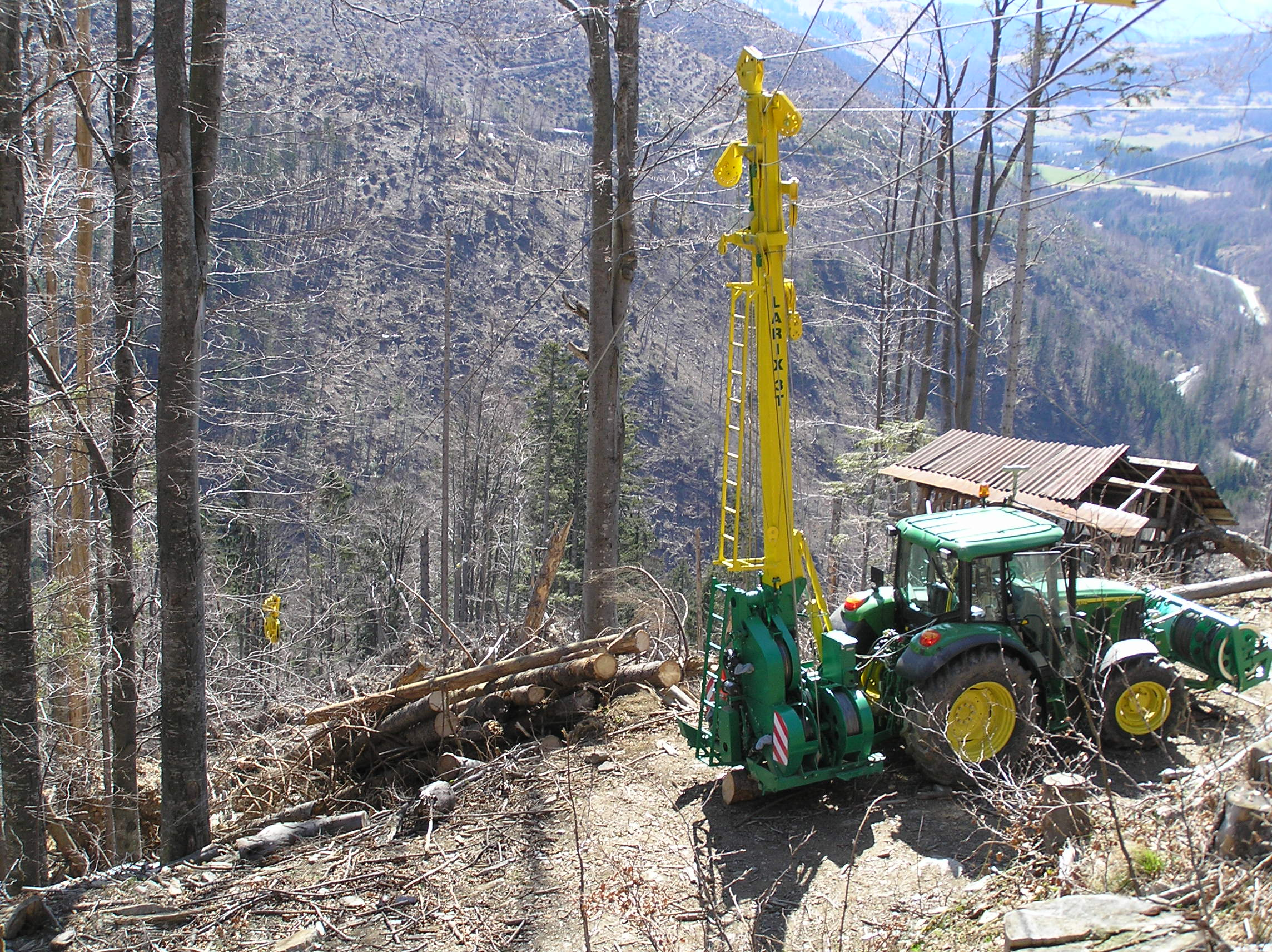
Câble-mât Larix 3T (2008).

Un câble-mât est une machine utilisée pour le débardage par câble. Les câbles-mâts sont mobiles, plus faciles à tirer et à utiliser quand il existe des dessertes (500 à 800 m), faciles à installer, les types équipés d’une radio économisent le nombre d’ouvriers par équipe. Ils peuvent être utilisés en pente ou en plaine. Le câble-mât est installé sur le camion (par exemple Valentini), sur le tracteur agricole (par exemple Larix), remorque, bulldozer etc. Il existe plusieurs constructeurs en Europe Centrale (Valentini, Greiferberg, Larix, MayrMelnhof). 

## Division des machines
Le câble-mât permet de débarder le bois (selon le type) en plaine et en pente. Les câbles-mâts peuvent être divisés selon :

Le type de machine qui le porte :
- camion
- tracteur agricole
- bulldozer
- remorque
- porteur forestier

La charge maximale:
- petit (<1 tonne)
- moyenne (1-3 tonnes)
- grand (>3 tonnes)

La longueur de câble porteur
- courte (<300 m)
- moyenne (300-800 m)
- longue (>800 m)

Type de débardage:
- semi - suspension
- suspension entière

Chaque système possède plusieurs types de câble. Nous distinguons:
- câble porteur
- câble circulaire
- câble de levage
- câble auxiliaire
- câble de montage

## Description du matériel
Les câbles-mâts sont composés de quatre éléments :
- le câble-mât
- le chariot
- les câbles
- les accessoires

Les plus simples ont deux tambours et fonctionnent par gravité de manière identique aux câbles long. Les plus sophistiqués ont trois voire quatre tambours pour permettre de parer à toutes les situations topographiques.
Les transmission sont généralement hydrostatiques ou par des systèmes combinés d'hydraulique et de mécanique. Pour les plus simples, on trouve encore des systèmes entièrement mécaniques (par chaînes).

## Comparaison de câble-mâts

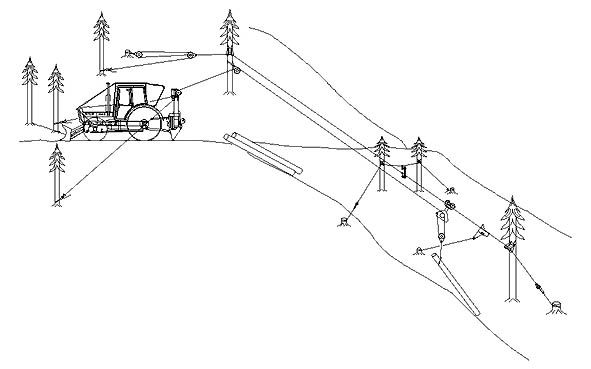
Schéma du débardage par câble contre le pente.

- Le câble-mât sur le camion : d'habitude il s'agit de machines très efficaces, le temps de montage et de démontage sont assez bas, grand productivité de travail. Inconvénient : besoin de desserte forestière et prix d'achat assez élevé.
- Le câble-mât sur le tracteur agricole: le tracteur agricole a une perméabilité de terrain assez importante. La majorité des câbles-mât sur les tracteurs agricoles permettent de travailler à distance jusqu'à 800 m, en plaine ou en pente (dans les deux sens).

## Utilisation
Le câble-mat est encore plus dépendant d'une desserte forestière minimale (25 à 30 ml/ha) vu son rayon d'action de 800 m maximum. La majorité des engins peuvent débarder dans les deux sens et sont indépendants de la pente.
Toutefois, et par mesure de sécurité pour la machines et les opérateurs en situation le long d'un versant, on préfère le débardage de bois vers le haut. De plus la sortie des grumes vers l'amont est plus facilement contrôlable et occasionne moins de dégâts aux peuplements.
Les engins se positionnant sur les pistes et routes forestières, la place disponible devant le câble-mât est cruciale pour la bonne organisation du travail et donc sa rentabilité. La reprise et manipulation des bois qui se découle représente jusqu'au 12 % du temps de présence sur un chantier suivi par l'ARMEF.

## Rentabilité
La baisse des temps de montage/démontage permet une rentabilité économique sur des coupes avec moins de prélèvement/ha, et donc un IPC (Indice de Prélèvement à câble - m3/mètre de ligne) plus faible. Les auteurs suisses et autrichiens font varier cet indice suivant les types de câble-mât. En effet les différences de techniques, de temps de montage et de coûts de revient varient sensiblement avec le type de câble-mât. IPC optimale = 0,5 - 1 m3/ml. De plus la baisse des temps de montage (charges fixes) entraîne indirectement la possibilité de minimiser les distances de débusquage entre 12 et 50 m.
Le somme des temps de débusquage, passé ces limites (suivant le matériel), sera plus longue que le temps de démontage/déplacement/montage d'une nouvelle ligne. Ce qui diminue aussi la pénibilité de l'opération de débusquage. Ces deux facteurs, l'IPC et la distance de débusquage de chaque côté de la ligne sont étroitement liés pour la rentabilité économique des installations de câbles. Il y a donc, du point de vue technique et économique, moins de problème à faire plusieurs lignes avec les câbles-mâts qu'avec les câbles longs. Enfin les risques de dégâts aux arbres restant diminuent proportionnellement avec la distance de débusquage.

### Choix du matériel
Pour optimiser les coûts de fonctionnement en fonction de la dimension (valeur) du bois, il faut choisir le modèle le plus adapté dans la gamme des câbles. Les charges optimales du câble sont importantes pour minimiser les aller-retour. Les études de la ressource locale doivent permettre de mieux juger des besoins à court et moyen terme pour le bénéfice de plusieurs propriétaires.

## Chariots pour le débardage par câble
Il existe de nombreux types de chariots pour les câbles-mâts suivant la philosophie du constructeur. Le chariot est la partie mobile du système donc la plus exposée aux usures et chocs de tous genres. 
Pour le débardage par câble sont utilisés les chariots:
- mécaniques
- radiocommandés
- chariots automoteurs

## Liste des fabricants de câble-mât
- Valentini, Italie
- Greiferberg, Italie
- Câble-mât Larix, République tchèque
- Câble-mât Koller, Autriche
- Mayr Melnhof ForestTechnik Autriche

## Parc de câble-mât français
En France quelques entreprise utilisent des câbles-mât:
- Valentini (Alsace)
- Mayr Melnhof (Pyrénéens)
- Larix (Alpes, Pyrénées, Massif Central)
- Koller (Massif Central, Alsace)
- Greiferberg (Alpes)

## Galerie

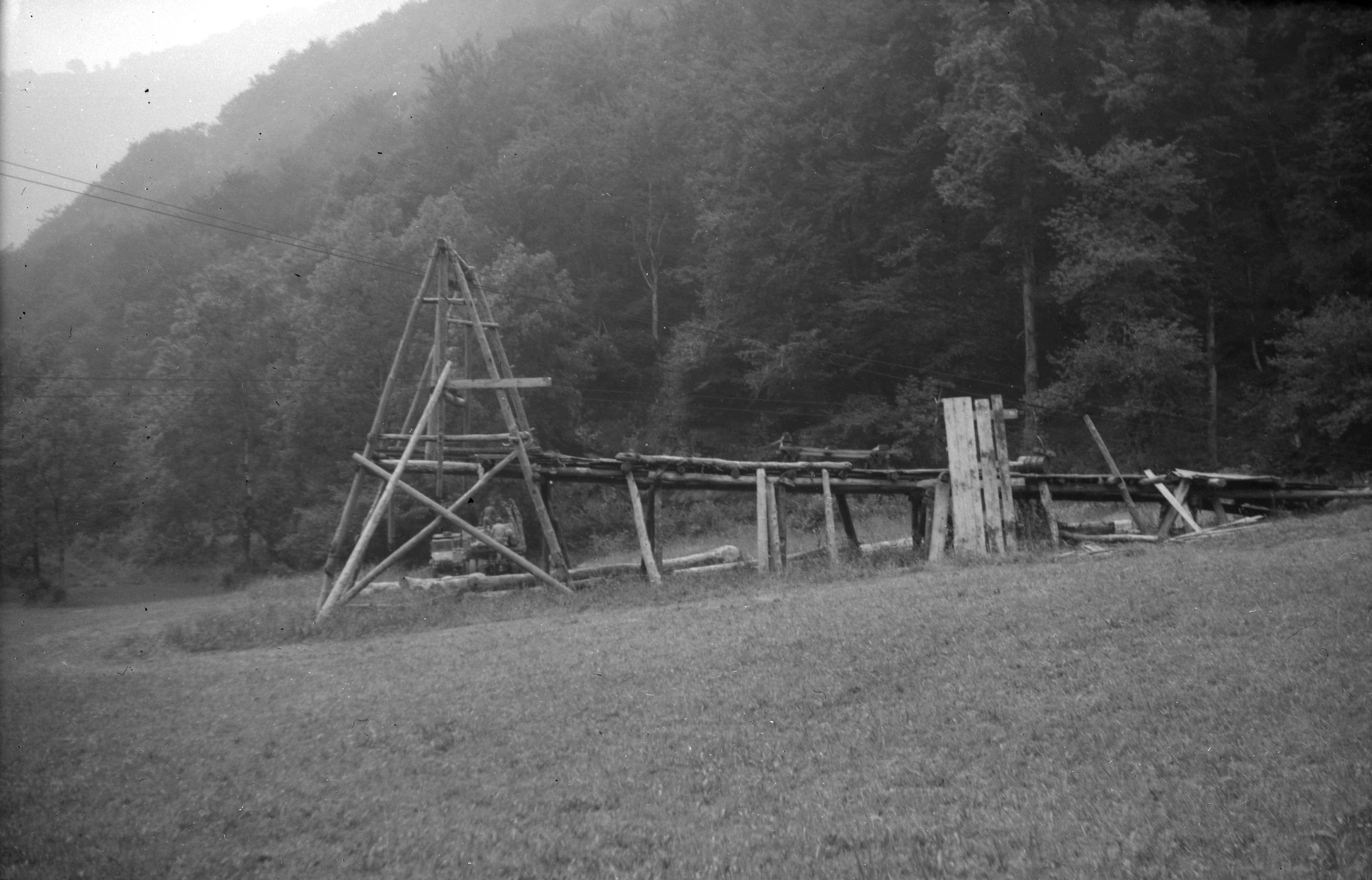
Débardage par câble dans le Pyrénées (1965).
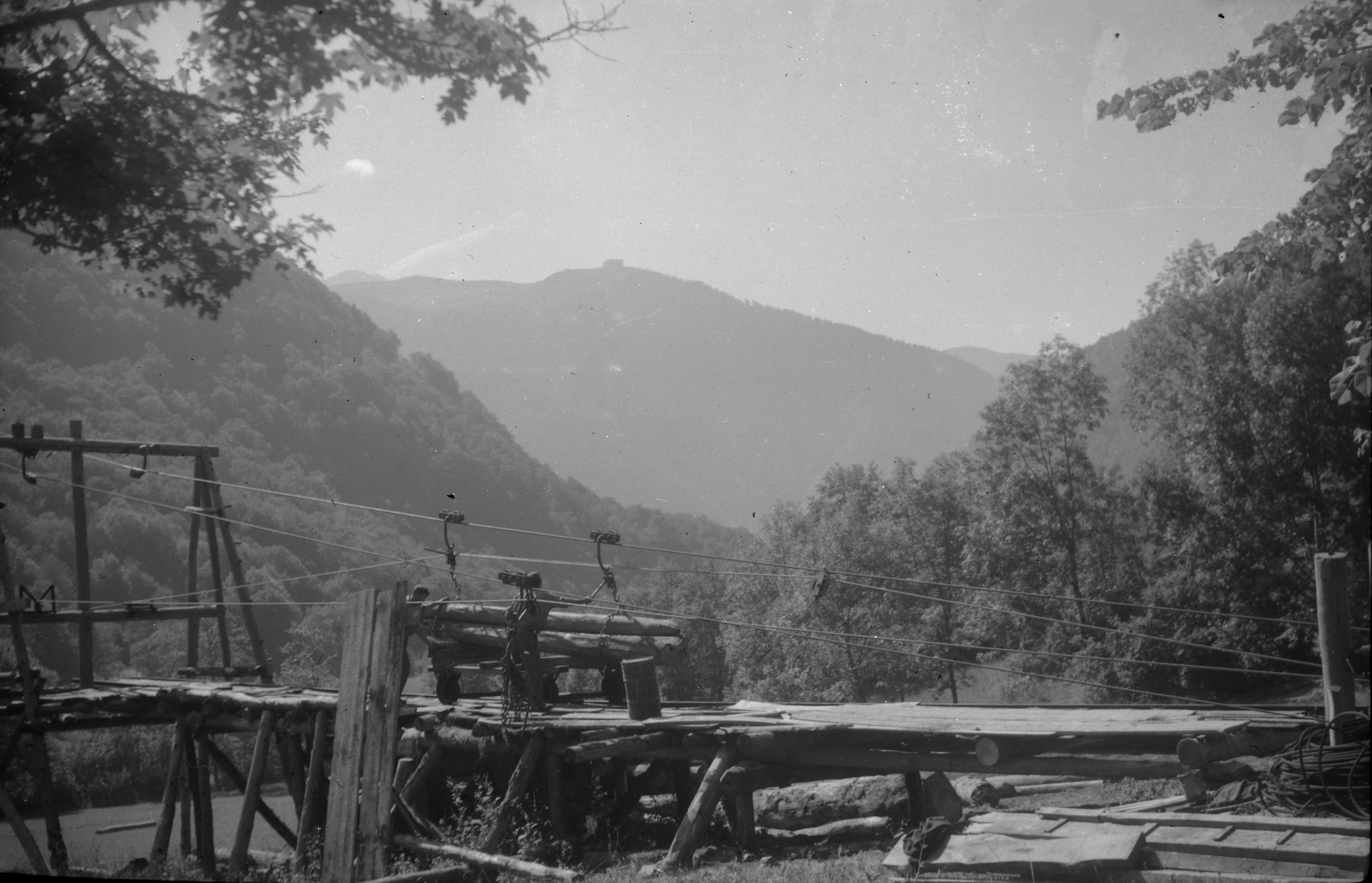
Débardage par câble dans le Pyrénées (1965).
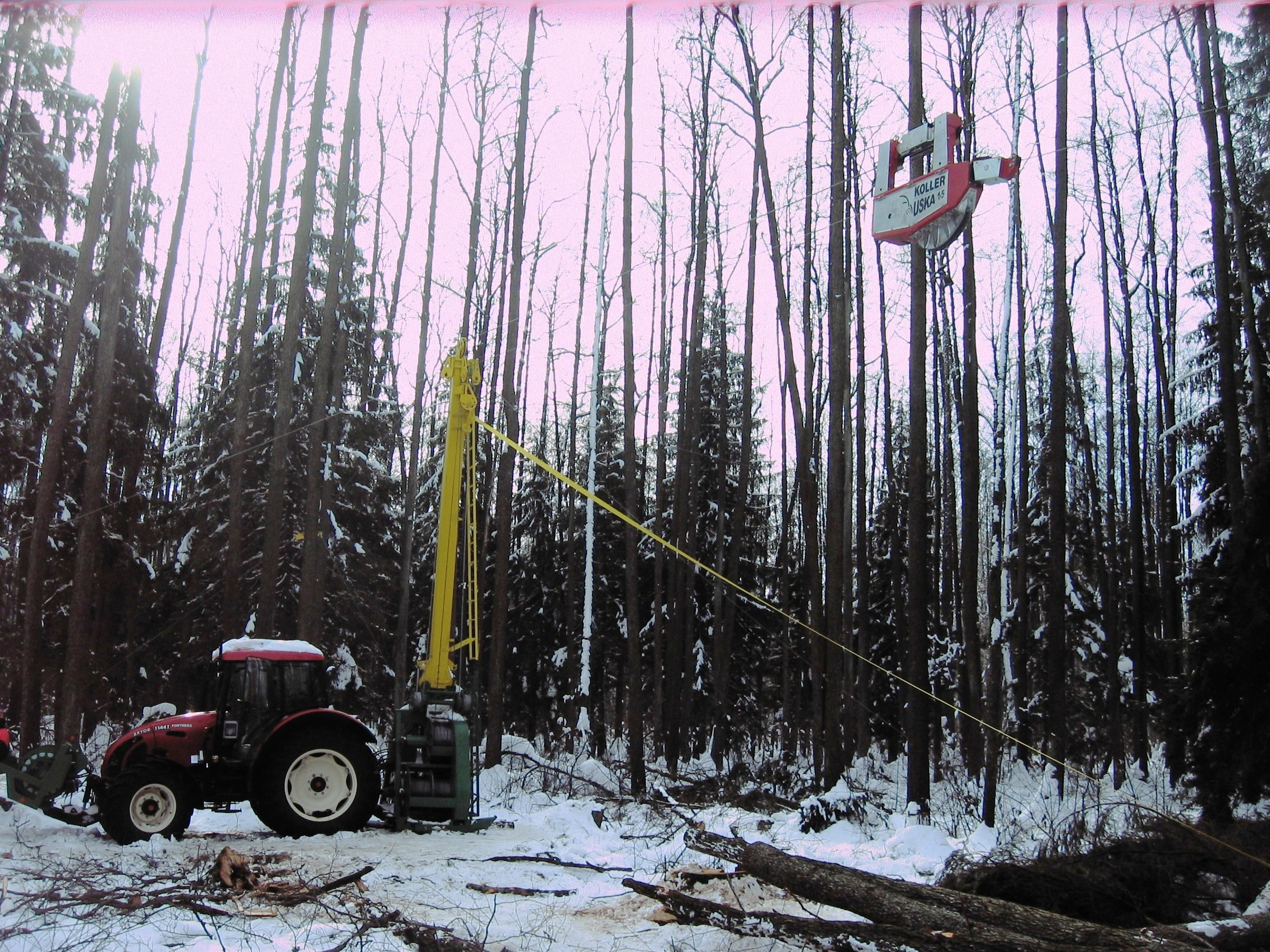
Câble-mât Larix Lamako (2010).
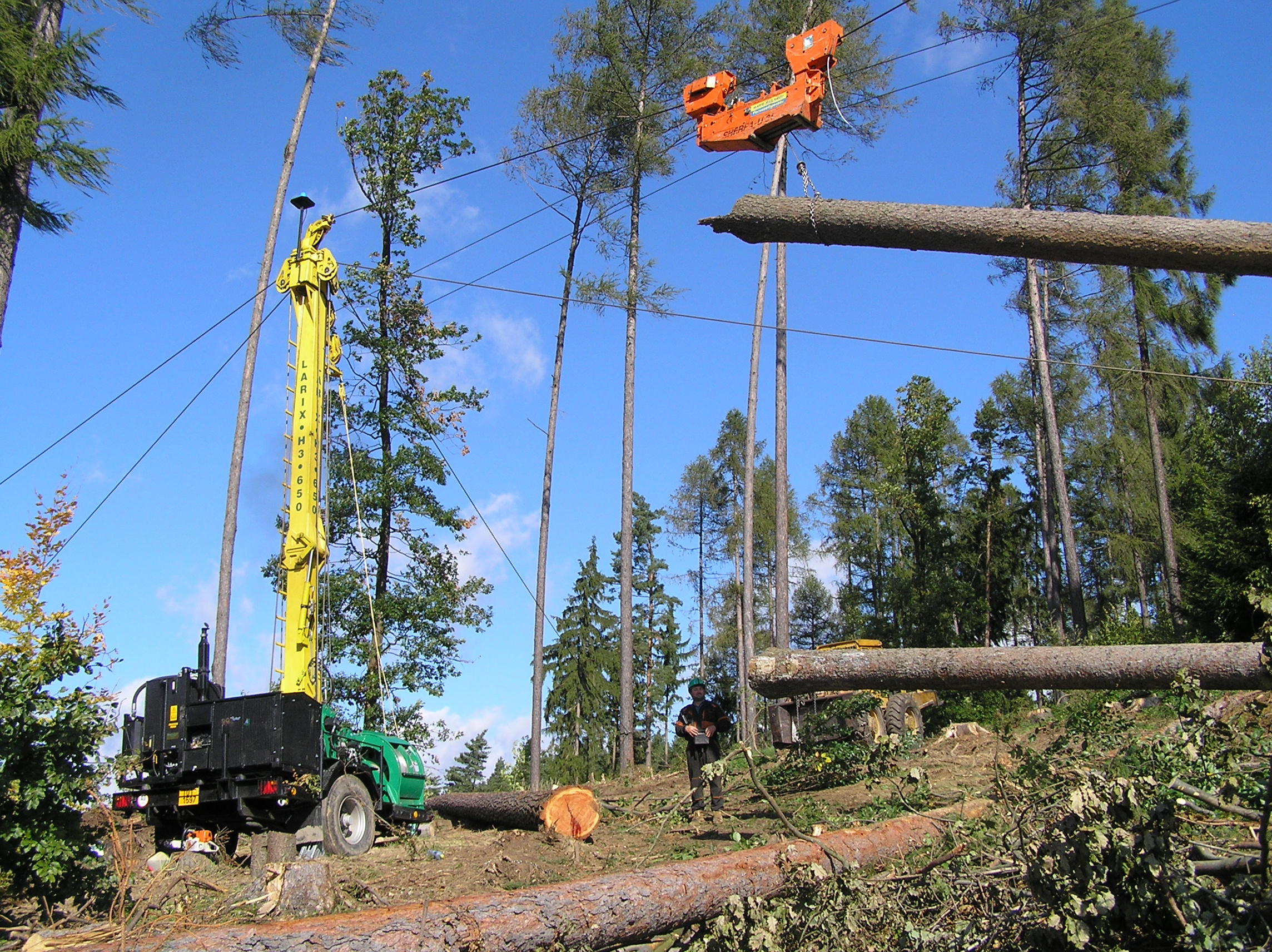
Câble-mât Larix H3-650 (2010).
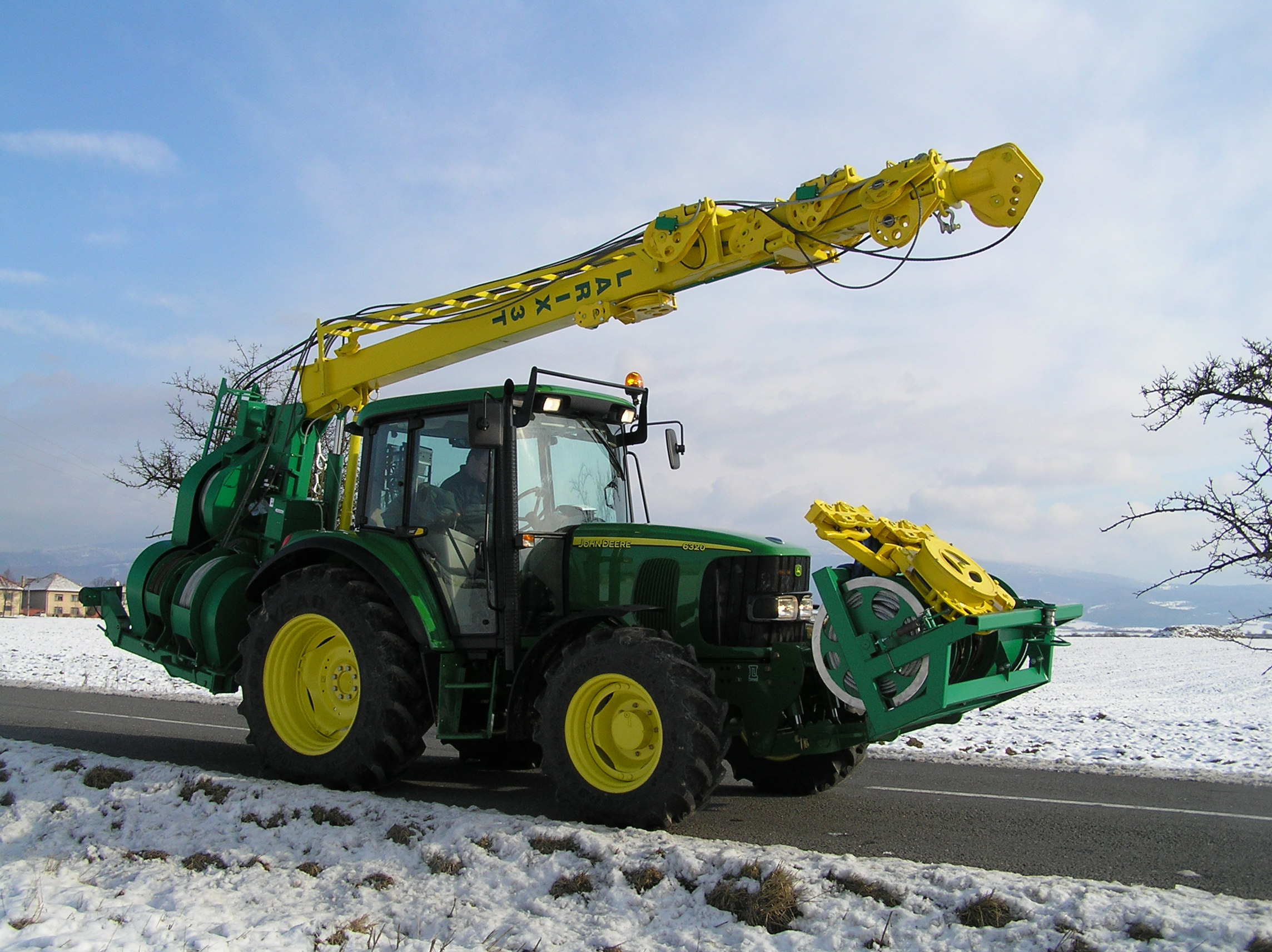
Câble-mât Larix 3T pendant le transport (2008).
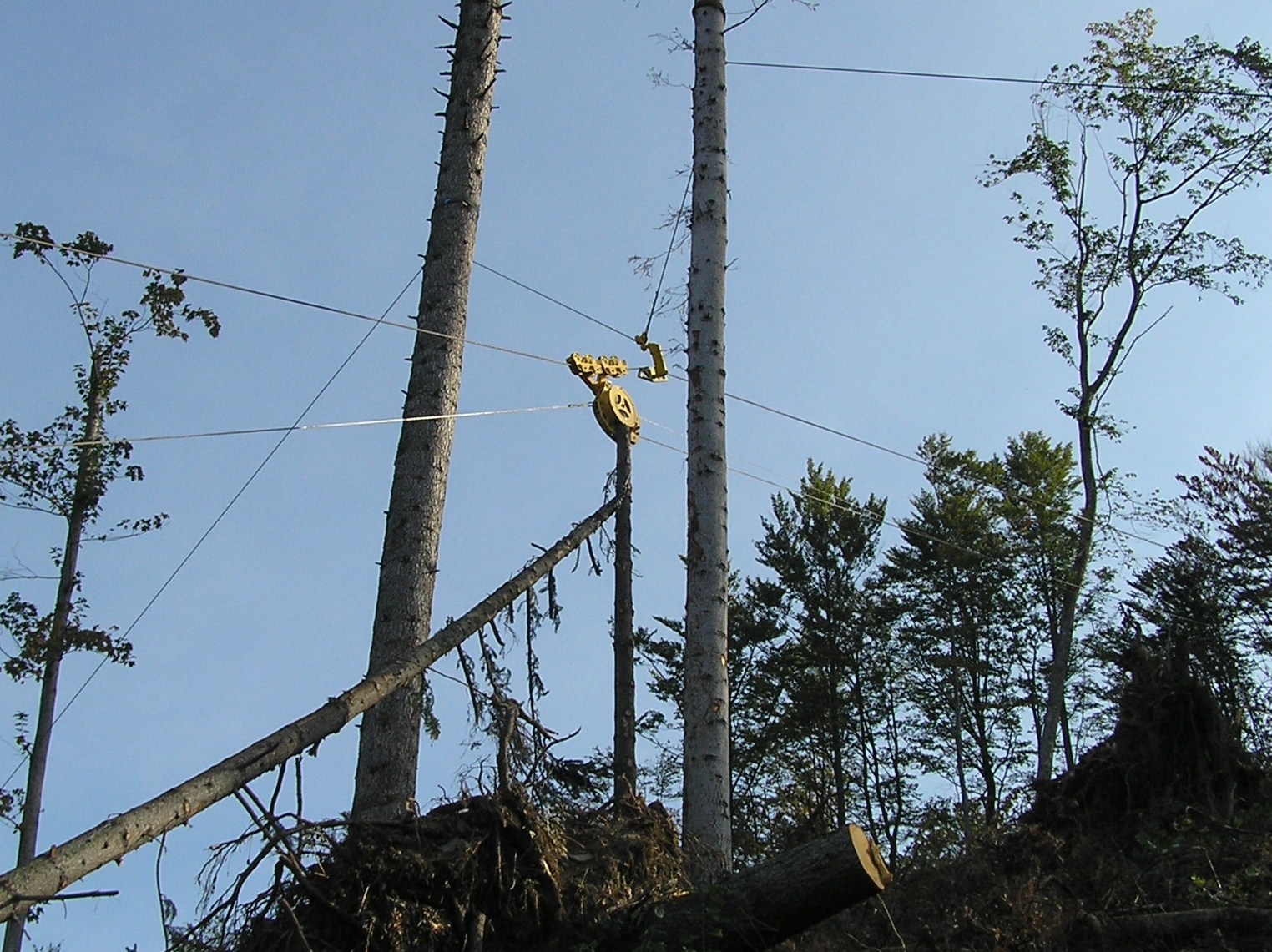
Support intermédiaire utilisé pendant le débardage par câble (2006).
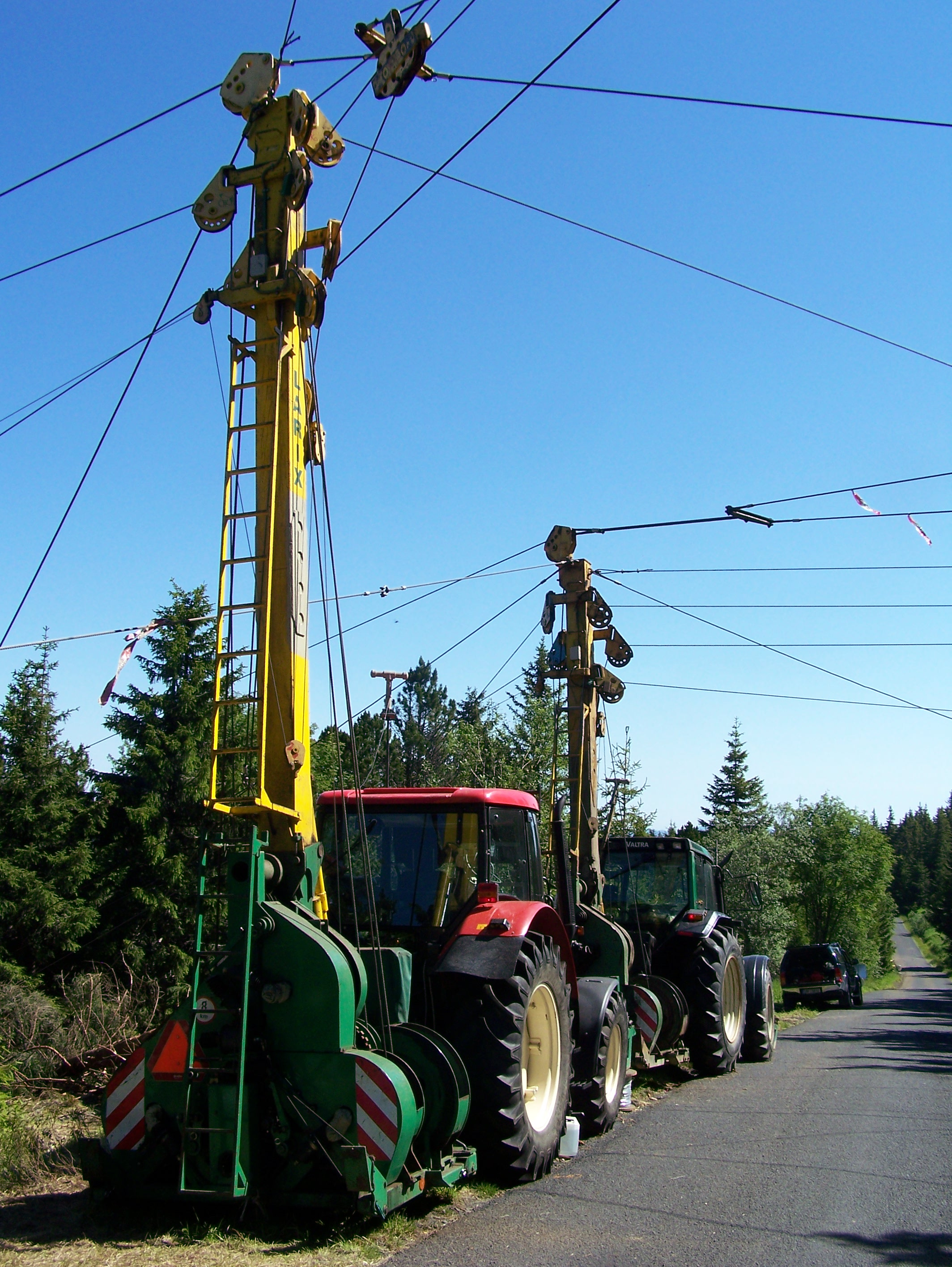
Travaux de restauration des zones humides grâce au câble-mât (Mont Mezenc, 2011).

## Vidéographie
- Câble-mât installé sur un camion (YouTube)
- Vidéo présentant le câble-mât sur un tracteur agricole (YouTube)